# 孽出
在古代东亚奉行一夫一妻多妾制的背景下，孽出:104、孽子于广义上指男性与妻子之外的女性所生的子女。与庶子女概念重叠，但不尽相同。孽子于狭义上指男性与女性通奸所生之子，即奸生子:131—132、奸生男女、奸生子女:6。
中国自先秦以来，男性的配偶、伴侣在法律上，大体分为妻、妾、姬妾三类:211，此外还有外室、情婦等。朝鲜半岛亦受中国影响，相类似。男性与不同女性所生子女，依生母身份在法律上和家庭生活中有不同称谓、待遇。妻子所生子女称嫡子女。妾室所生子女称庶子女、妾子:104。姬妾中的婢妾所生子女称婢子:104、婢生子、婢生子女:6，亦归入庶子女、孽子:131—132。
奸生子是明清法律专用名词:5。《大清民律草案》以私生子一词概括旧有的婢生子、奸生子:7。但到1927年时，中华民国大理院法律解释中仍使用奸生子一词。其后，在中華民國法律中被非婚生子女一词取代:9。

## 词源
汉朝文献解释“孽”的字义，或“孽谓庶耳”，或“孽，贱也”。先秦时，即有孽子一词，可解释为庶子或贱子。《張家山漢簡·二年律令》中，嫡子身份高于偏妻子，偏妻子身份高于孽子。当代研究者指出，“孽”与“良”相对，表明其母的“贱民”身份。“孽子”似乎指奴婢或贱民身份的女子与自由民身份的男子所生之子:150—151。

## 历史
中国和朝鲜半岛在历史上，奉行一夫一妻多妾制。法律上，男性配偶、伴侣可分为妻子、妾室、姬妾、外室、情妇等身份。中国、朝鲜不同时期法律对男性与妻子、妾室之外的女性所生子女身份、待遇有不同规定。
汉朝时，男性与自家奴婢所生的子女，当代研究者推定“身分應原即庶人”:214。《張家山漢簡》显示，除男性与自家奴婢所生的子女外，当时法律规定，奸生子身份随生母，或为奴婢，或为庶人:12。而自汉代以来，嫡庶分别明显，妻子与妾室、姬妾等身份在法律上通常不可转化，子女亦是如此。《唐律疏议》规定，有子的婢女可以为妾，但不得以婢为妻、以妾为妻。唐宋时，法律没有保障婢生子、奸生子的继承权。《唐户令》规定先奸后娶事发者，纵使已生子孙，仍强制离异。宋朝法律相类:243:63，故奸生子身份不可转化。此外，宋朝法律规定，良人男女通奸，所生男女随父。贱民通奸，所生男女随母。其他情况，或各听为良，或各合没官:8。
元朝法律条令中，奸生男女，有男随父、女随母的情况，又有奸生儿男随母为良的情况:8。元朝法律规定婢生子、奸生子享有次于庶子的继承权:243。明清法律条令中，奸生男女，一般由生父收养:9。明清法律规定，婢生子继承权与嫡子、庶子相同，奸生子为婢生子一半:243。与明清嫡庶差别渐弱不同，朝鮮王朝家族制度中有更严格的嫡庶之分，实行庶孽禁锢法。成渾认为是因朝鲜“規模狹小”而有此法。
在1911年编定、未及实行的《大清民律草案》中，以私生子取代婢生子、奸生子一类。私生子在父母成婚，经父认领，即为嫡子。父母没有婚姻关系的私生子经父认领后，继承财产份额为嫡子、庶子的一半:7—8。
中华民国建国后有一段時期没有正式的民法，北洋時期法律没有明文规定如何对妾的身份进行认定。根据大理院在民国五年、七年的相关解释，男性纳妾即双方有“次于正妻地位之眷属合意”即可，不必具备文书或某种仪式:76。此后的1919年，大理院《統字第1029號解釋》“姦生子在父母正式婚姻後出生者即取得嫡子身分”。1927年，大理院《統字第2012號解釋》“私生子現行律稱姦生子，乃指其母無妻妾關係懷胎所生之子女而言。私生子本有請求認養之權，惟須待父認領以後，始生親子關係，並其相當之權利義務。關於私生子認領訴訟民訴條例已有明文准許曰親子關係事件程序為特別訴訟程序之一種。現行律載姦生之子如別無子，立應繼之人為嗣。與姦生子均分財產等語。蓋律例原意及我國習慣，均以血統為重故。其母嗣後取得妻妾身分，私生子又經其父認領，仍可取得嫡子或庶子之身分。私生子與母雖不經認領，仍可有親子關係，以生相當之權利義務如前所述，則對於母可以請求扶養，對於父亦可請求認領及扶養。私生子之遺產承繼權。有親生子者，依子數與半分，無子，與應繼之人均分，並無應繼之人，則承繼全分。”

## 孽出类别

### 婢生子
婢子:104、幸婢子:243、婢生子即男性的婢妾（姬妾的一类）所生子女，是庶子女的一类。秦汉时，婢妾多为奴婢身份，或被称为御婢。西汉《張家山漢簡·二年律令》规定，御婢与主人生子，在主人逝世后，获得庶人身份。当代研究者据此认为，御婢之子身份当是庶人。而《二年律令》继承规定中提及的儿子，仅有“妻子、偏妻子、孽子”三类，而无御婢子:214。孽子即指男性与奴婢、贱民所生之子:151，后世所称婢生子。岳麓秦简涉及的「識劫𡟰案」，大夫沛与奴婢𡟰生育子女，𡟰获得庶人身份，沛又以她为妻。沛死后，两人的长子义继承了父亲的爵位和财产。当代研究者据此认为，当时婢生子亦享有婚生子权利:208—209，214。
自唐朝起，法律规定财产继承采用诸子均分制，获得父亲承认的婢生子有继承权。宋朝沿袭。元朝时，《元典章》规定，婢生子、奸生子继承的家产份额约为嫡子的四分之一:243。
明代家庭生活中，妾室地位高于姬妾，但两者所生之子“无贰体”，享受相同的礼仪等次。诸子侍奉生母，不得与嫡母同体，以尊嫡母:127。明朝法律执行诸子均分制。洪武二年（1369年），令“嫡庶子男、除有官荫袭、先尽嫡长子孙。其分析家财田产、不问妻妾婢生、止依子数均分。奸生之子、依子数量与半分。”民间习俗对婢生子、奸生子多有排斥，分家时所得家产少于嫡子。如安徽徽州“乡俗不亲媵人，不子庶孽”，“里俗庶瘠而嫡肥，有分割，则嫡为政:131—132”。
清朝沿袭明制，奉行诸子均分制。在臺灣清治時期相关研究中，当时台湾社会有不分嫡庶、诸子均分的做法，亦有“嫡全庶半”的俗语。相关个案中，父亲依“嫡全庶半”分配家产。庶子所得为嫡子一半，婢生子所得少于庶子:24。

### 奸生子
当代研究者指出中国古代法律定义的奸生子不包括女儿，仅指儿子，存在于与继承有关的条文中。与女性通奸、被强奸所生子女相关法律条文，使用“奸生男女”一词:5。
自唐朝起，法律规定财产继承采用诸子均分制，婢生子有继承权。但唐、宋两朝法律对于奸生子继承权则没有相应记载。《唐户令》规定先奸后娶事发者，纵使已生子孙尤离异之法。《慶元條法事類》记载的宋朝法令相类:63。当代研究者据《唐户令》，认为唐朝法律对奸生子持否定态度，更不可能保障其继承权。《元典章》规定，婢生子、奸生子继承家产份额约为嫡子的四分之一:243。明朝奉行诸子均分制，规定奸生子继承份额为诸子的一半。如无他子，所立嗣子与奸生子均分继承。”
臺灣清治時期相关研究提及，习惯中，婢生子分配家产所得少于嫡子、庶子。奸生子亦如此:24。

### 别宅子
别宅子、别室子是男性在家庭之外，与其他女性同居生育的儿子，即不与生父及其他家属同居共籍之子:5—6。《宋刑统》使用的名称是“别宅异居男女”、“在外别生男女”，《名公书判清明集》明确使用别宅子一名:92。此类子女的生母通常是单身女性，称为别室、别妇、外室，视为男性的姬妾:32。由于生母可归入姘妇范围，故子女亦可归入奸生子范围。所以别宅子与奸生子的概念重叠，又有所区别:5—6。宋人所指别宅子，还包括出妻、弃妾、婢女离开家庭后所生的子女。宋以后的法律规范中，多以奸生子代替别宅子:92。
唐朝法律规定，别宅子无遗产继承权。五代十国连年战乱、纲常礼仪沦丧。宋朝建立后，家庭成员“别籍异财”之风屡禁不止，“家产争讼呈现爆炸之态”。在此背景下，《宋刑统》承认在父亲死亡前入籍的别宅子有一定的继承权。父亲生前，“先不入户籍者，一律禁断”:92—93。